# Starsem
Starsem é uma empresa russo-européia que foi criada em 1996 com a finalidade de comercializar a produção e a operação dos foguetes da família Soyuz. É também a responsável pelas vendas internacionais deste foguete lançador.
A firma se dedica a lançar sistemas de satélites de comunicações, naves espaciais científicas, satélites de observação da Terra e plataformas meteorológicas. A Starsem faz o uso de base de lançamentos de Baikonur para colocar seus artefatos espaciais em órbita.
A empresa Starsem é constituída dos seguintes sócios:
- Russian Federal Space Agency (25%)
- "TsSKB-Progress" Samara Space Center (25%)
- EADS SPACE Transportation (35%)
- Arianespace (15%)